# Dendrolagus spadix
Dendrolagus spadix е вид бозайник от семейство Кенгурови (Macropodidae).

## Разпространение
Видът е разпространен в Папуа Нова Гвинея.